# Bombus pullatus
Bombus pullatus là một loài Hymenoptera trong họ Apidae. Loài này được Franklin mô tả khoa học năm 1913.